# Urazamide
L'urazamide è un farmaco che favorirebbe i processi rigenerativi ed energetici a livello epatico, intervenendo direttamente nella sintesi proteica e nella sintesi di ATP. Attualmente è in disuso e considerato obsoleto. Il farmaco è costituito dal 5-ammino-4-imidazolcarbossiammide, precursore delle basi puriniche, salificato con l'acido ureidosuccinico o n-carbamoilaspartico, un precursore delle basi pirimidiniche. L'inadeguata sintesi proteica da parte del fegato è alla base dell'accumulo di lipidi cui fa seguito la steatosi epatica. I precursori forniti dal farmaco dovrebbero fornire al fegato il materiale più idoneo per la reintegrazione delle proteine bloccando l'evoluzione verso la steatosi.

## Usi clinici
Il farmaco era proposto nel trattamento di svariate malattie del fegato, cirrosi epatica, postumi di epatite, epatosi e steatosi epatica.

## Somministrazione
L'urazamide viene somministrato per os alle dosi di 400–800 mg/die. È stato anche impiegato per iniezione endovenosa od intramuscolare.

## Controindicazioni
Il farmaco non deve essere somministrato a soggetti con ipersensibilità nota al principio attivo.

## Precauzioni d'uso
L'urazamide deve essere somministrata con cautela in gravidanza, anche se studi su animali dimostrerebbero che il farmaco è privo di effetto teratogeno e non influenza lo sviluppo fetale.